# Luftens helte (film)
Wings er en Oscarbelønnet amerikansk stumfilm i genrerne krigsdrama og romantik. Den blev instrueret af William A. Wellman og havde premiere i 1927. Hovedrollerne spilles af Clara Bow, Charles Rogers og Richard Arlen. Den blev belønnet med to Oscar. Wings var den første og eneste film, der blev tildelt prisen Bedste produktion, der senere blev til kategori Bedste film. Wings er den eneste stumfilm, som har fået Oscar for bedste film.

## Handling
Powell og Armstrong er to unge piloter fra USA som begiver sig til Europa for at deltage som frivillige jagerpiloter på vestfronten under første verdenskrig. Der bliver de forelsket i samme pige, Sylvia Lewis, men kun Armstrongs følelser bliver besvaret. Etter en misforståelse tror også Powell at Sylvia er interesseret i ham. Under en orlov i Paris bliver Powell beruset og møder Mary Preston, som er forelsket i ham uden at han er klar over det. Mary hjælper ham tilbage til hotellet og overnatter sammen med ham. Da han vågner om morgenen er hun væk og han ved ikke hvem hun var. Efter en tid opdager han at Sylvia er forelsket i Armstrong og trækker sig derfor fra sin tidligere kammerat. En dag bliver de begge beordret til at udføre en opgave sammen mod tyske observationsballoner. Opgaven lykkes, men de angribes lige efter af tyske jagerfly – og Armstrong styrter ned i fjendeland. Han overlever imidlertid styrtet, stjæler et tysk fly og sætter kurs mod allieret side. Skæbnen fører imidlertid til at Powell skyder ham ned i den tro at han er fjenden. Armstrong er døende, men når at tilgive sin ven før han dør. Powell rejser hjem og genforenes med Mary efter at have indset at det er hende han elsker.
- Clara Bow i rollen som Mary Preston
- Richard Arlen i rollen som Armstrong
- Charles Rogers i rollen som Powell

## Om filmen
Indspilning og visninger
Filmen blev indspillet i San Antonio, Texas. Den havde begrænsede visninger de første to år (New York og Los Angeles) og blev ikke omfattende vist før i 1929. Inden da havde tonefilmen begyndt sin æra og 1929-versionen havde derfor fået musik og lydeffekter.
Andre fakta
Filmen havde premiere lige efter flypioneren Charles Lindbergh var fløjet direkte fra New York til Paris. Hændelsen vakte stor opmærksomhed og det antages at den var en medvirkende årsag til Wings publikumssucces.
Både filmens instruktør, manuskriptforfatter og skuespilleren Richard Arlen havde fløjet militærfly under første verdenskrig. En stuntmand omkom under indspilningen af en af flyscenerne.

## Priser og nomineringer
Oscar
- Bedste filmproduktion, vinder 1929
- Bedste tekniske effekter, vinder 1929

## Rollebesætning
- Clara Bow – Mary Preston
- Charles Rogers – Jack Powell
- Richard Arlen – David Armstrong
- Jobyna Ralston – Sylvia Lewis
- El Brendel – Herman Schwimpf
- Richard Tucker – Air commander
- Gary Cooper – Cadet White
- Gunboat Smith – The sergeant
- Henry B. Walthall – Davids far
- Roscoe Karns – Lt. Cameron
- Julia Swayne Gordon – Davids mor
- Arlette Marchal – Celeste
- Carl von Haartman – Tysk officer